# Klaus Seltenheim

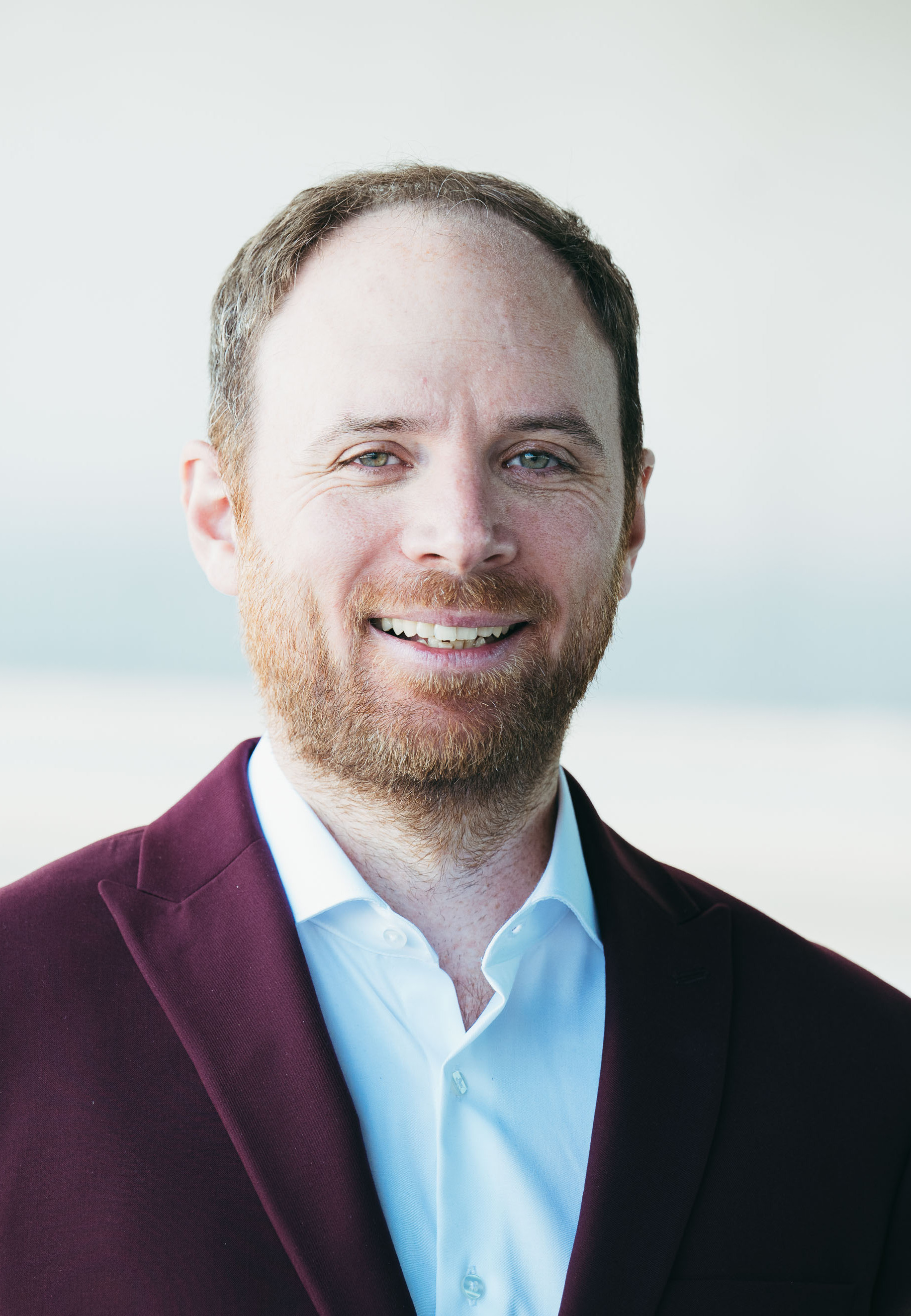
Klaus Seltenheim (2023)

Klaus Seltenheim (* 20. März 1984) ist ein österreichischer Politiker der Sozialdemokratischen Partei Österreichs (SPÖ). Am 13. Juni 2023 wurde er gemeinsam mit Sandra Breiteneder als Bundesgeschäftsführer der SPÖ vorgestellt. Seit dem 7. März 2025 ist er Abgeordneter zum Nationalrat.

## Leben

### Ausbildung
Klaus Seltenheim besuchte von 1994 bis 2003 das Gymnasium Josefstraße in St. Pölten, 2003/04 absolvierte er den Präsenzdienst. 2004/05 studierte er an der FH St. Pölten im Studienfach Soziale Arbeit und von 2011 bis 2016 an der FH Kufstein Sport-, Kultur- und Veranstaltungsmanagement.

### Beruf und Politik
Von 2005/06 war er Landessekretär der Sozialistischen Jugend Niederösterreich und anschließend bis 2010 Verbandssekretär der Sozialistischen Jugend Österreich. Danach war er im Kultur- und Festivalmanagement und der Kulturberatung tätig, unter anderem 2016/17 im Festivalmanagement des Internationalen Theaterfestivals SCHÄXPIR in Linz. Mit dem deutschen Kulturberatungsinstitut Netzwerk Kulturberatung konzipierte er die Kulturentwicklungspläne der Städte Nürnberg und Kassel.
Ab 2018 arbeitete er als stellvertretender Leiter in der Organisationsabteilung der Bundes-SPÖ, 2019 verantwortete er die Wahlkampagne der ehrenamtlichen Aktivisten für die EU- und Nationalratswahlen. 2020 wurde er Bezirksgeschäftsführer der SPÖ St. Pölten, ab 2021 fungierte er unter dem Landesparteivorsitzenden Franz Schnabl neben Wolfgang Kocevar als Landesgeschäftsführer der SPÖ Niederösterreich.
Am 13. Juni 2023 wurde er vom SPÖ-Bundesparteivorsitzenden Andreas Babler gemeinsam mit Sandra Breiteneder als Bundesgeschäftsführer der SPÖ vorgestellt, die in dieser Funktion Christian Deutsch nachfolgten. Für die Europawahl 2024 wurde Seltenheim SPÖ-Wahlkampfleiter.
Nach der Bildung der Bundesregierung Stocker und dem Wechsel von Sandra Breiteneder in das Kabinett von Vizekanzler Andreas Babler wurde Seltenheim im März 2025 alleiniger Bundesgeschäftsführer. Außerdem zog er als Nachrücker als Abgeordneter in den Nationalrat ein, wo er in XXVIII. Gesetzgebungsperiode im SPÖ-Parlamentsklub Bereichssprecher für Medien wurde.

## Politische Positionen
Im Juli 2025 sprach sich Seltenheim gegen eine Anhebung des Pensionsantrittsalters in Österreich auf 70 Jahre aus. Man setze hingegen auf gesunde und altersgerechte Arbeitsplätze, um ältere Arbeitnehmer länger im Arbeitsleben zu halten, zum Beispiel im Rahmen von Teilpensionen.

## Sport
Seltenheim übte den Fußballsport (zumindest) zwischen 1991 und 2021 als Spieler aus und wird demgemäß beim Österreichischen Fußballbund gelistet.

## Publikationen
- Verena Teissl, Klaus Seltenheim: Kulturtourismus in Tirol: Chancen und Widerstände in einer Alpenregion. transcript, Bielefeld 2017, ISBN 978-3-8394-3786-5.
- Klaus Seltenheim: Negatives Gedächtnis: Künstlerische Reflexion und gesellschaftlicher Diskurs. Hochschulschrift der FH Kufstein. 2016